# NGC 5918
NGC 5918 је спирална галаксија у сазвежђу Волар која се налази на NGC листи објеката дубоког неба.
Деклинација објекта је + 45° 52' 49" а ректасцензија 15h 19m 25,1s. Привидна величина (магнитуда) објекта NGC 5918 износи 13,2 а фотографска магнитуда 13,9. Налази се на удаљености од 66,517 милиона парсека од Сунца. NGC 5918 је још познат и под ознакама UGC 9817, MCG 8-28-17, CGCG 249-16, IRAS 15177+4603, PGC 54690.